# Shadows in the Deep
Shadows in the Deep è il secondo album in studio del gruppo musicale death metal svedese Unleashed, pubblicato dall'etichetta discografica Century Media Records nel 1992.

## Tracce
1. The Final Silence – 2:54
2. The Immortals – 4:23
3. A Life Beyond – 4:49
4. Shadows in the Deep – 5:02
5. Countess Bathory (Venom cover) – 4:02
6. Never Ending Hate – 2:32
7. Onward into Countless Battles – 4:14
8. Crush the Skull – 3:36
9. Bloodbath – 4:09
10. Land of Ice – 4:33

Durata totale: 40:14

## Formazione
- Johnny Hedlund – voce, basso
- Fredrik Lindgren – chitarra
- Tomas Olsson – chitarra
- Anders Schultz – batteria